# Kajetán Tichý

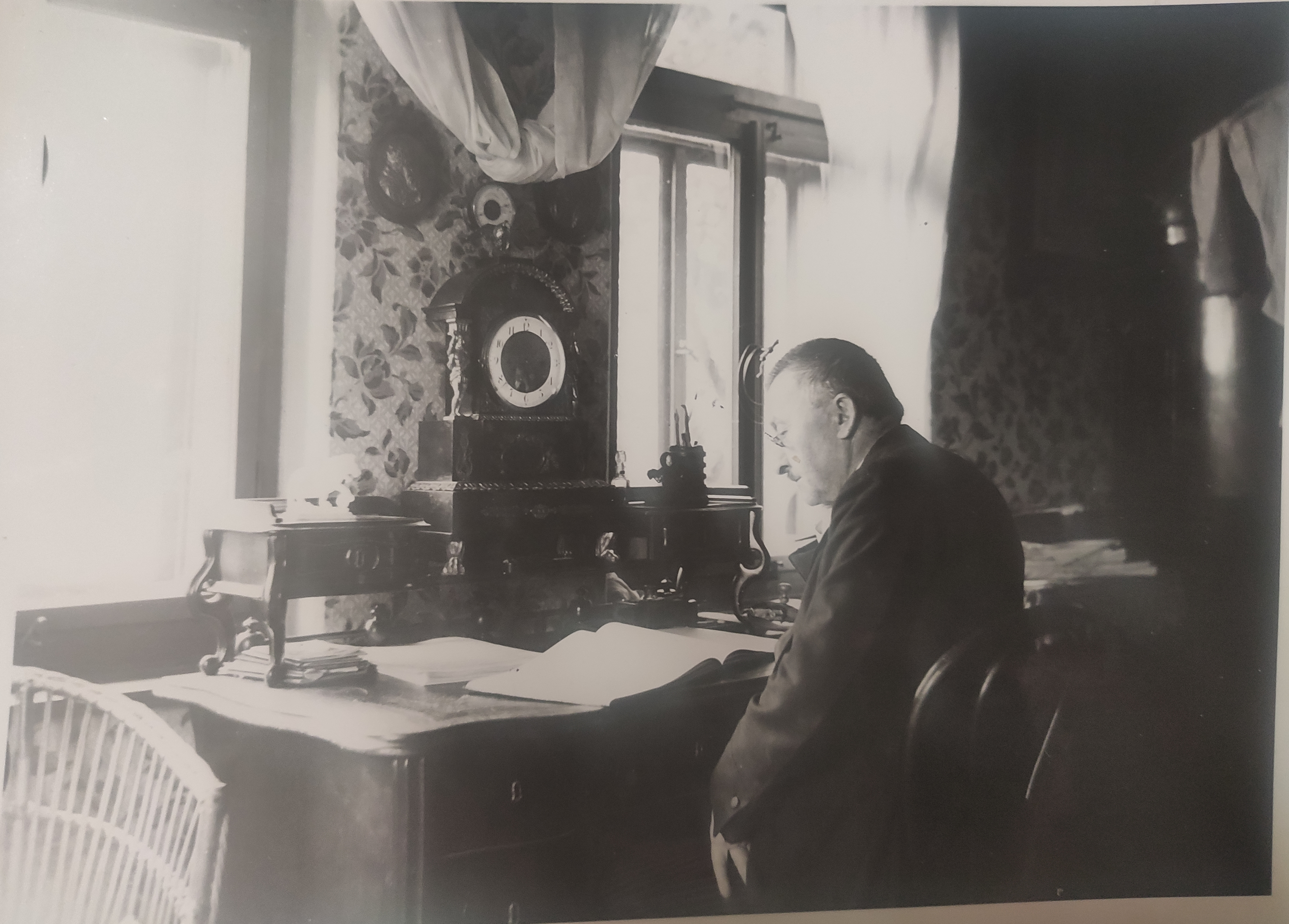

Kajetán Tichý (23. února 1859 Jičín – 27. března 1937 Turnov) byl český kantor a hudební skladatel.

## Život
Od dětství se učil hrát na klavír. Při studiu na jičínské reálce a později v Pardubicích se naučil základům hry na klavír, zpěvu a kompozice. Jako samouk se naučil hrát ještě na housle, violu, violoncello, kontrabas, flétnu, hoboj, klarinet, trubku, lesní roh a varhany. Začal i komponovat. Ještě na gymnáziu složil Skotskou polku pro klavír, která se setkala s takovým úspěchem, že byla vydána tiskem. Po maturitě na gymnáziu v Pardubicích se vrátil do Jičína, kde v letech 1876-1878 navštěvoval Ústav ku vzdělávání učitelů. Učil na školách v Rovensku pod Troskami, v Turnově a v Českém Dubu. V roce 1886 se stal místopředsedou zdejší Učitelské jednoty. V letech 1887–1898 působil v Radostíně jako řídící učitel a konečně od roku 1898 byl řídícím učitelem v Jenišovicích.
Vedle výuky na škole vyučoval hře na housle, hoboj i lesní roh a působil i jako učitel v rodině knížete Rohana, který sídlil na nedalekém zámku Sychrově. Zde se seznámil s Antonínem Dvořákem i jeho zetěm Josefem Sukem. V Jenišovicích byl také ředitelem kůru a dirigentem chrámového sboru a sboru Cyril. V roce 1891 založil Turnovské orchestrální sdružení. Oženil se s Antonií, dcerou Antonína Šikoly, berního sluhy v Českém Dubu. Měli tři děti: Dalibora Kajetána, Vratislavu Annu a Milenu Marii.
Kromě hudby byl činný literárně. Přispíval do místního tisku a psal filozoficko-satirické aforismy, které reagovaly na společenské i politické události.
Komponoval nejprve spíše lehčí žánry. Jeho polky byly blízké skladbám Bedřicha Smetany a Dvojzpěvy upoutaly i Antonína Dvořáka. Pozornost věnoval lidové písni a zejména tvorbě pro děti. Skládal pro ně dětské písně a pohádky v duchu starých barokních mistrů. Mezi nejoblíbenější patřila pohádka O silném kovářovi nebo Královna rudých máků. Jako hluboce věřící člověk napsal mnoho chrámových skladeb a kostelních hymnů a písní.
Válečná léta se významně dotkla skladatelova života. Bezprostřední dojmy a postřehy se nám dochovaly v deníku, který si ve válečných letech vedl. Uchovával u sebe také kostelní zvony, aby nebyly použity na výrobu děl rakouské armády.
V roce 1919 odešel na trvalý odpočinek. Přestěhoval se do Turnova, kde se věnoval kompozici. Zemřel na mozkovou mrtvici 27. března 1937, když na Bílou sobotu o velikonočních svátcích řídil sbor na kůru kostela sv. Františka z Assisi v Turnově. Jednou z jeho posledních skladeb bylo Pět slavnostních sborů "Zazni písni v české nivy" pro smíšený sbor.
Jeho písemná pozůstalost je uložena v archivu Muzea Českého ráje v Turnově.

## Dílo
Podle skladatelova soupisu zkomponoval na 266 skladeb. Mezi jinými 49 klavírních skladeb a 47 skladeb pro housle. Napsal mnoho písní, sborů, skladeb pro děti a řadu Instruktivních skladeb pro zpěv, klavír a housle.

### Chrámové skladby
- Mše:
  - Latinská mše, 1878
  - Druhá latinská mše, 1881
- Gradualia:
  - Benedictus es, 1880
  - Ascendit Deus, 1881
  - Beatus virgo, 2 hlasy a varhany, 1916
  - Haec dies, 1930
- Otfertoria:
  - Sacerdotes Domini, 1880
  - Constitues eos, 1915
  - Země se třásla, 1921
  - Terra tremuit, 1930
- Hymny:
  - Pange lingua, 1882
  - Dvě „Chvalte, ústa”, 1920
  - Regina coeli, 1881
  - Sancta Maria, 1889
  - Ave Maria, 1917.
  - Hymnus o sv. Františku, 1881
  - Iste sanctus, 1911
  - Ó Váceslave svatý, 1929
- Svatební:
  - Dvě písně, 1 hlas a varhany, 1893
  - Dvě písně, 2 hlasy a varhany, 1893
  - Svatební sbor, 1906
  - Píseň ke sňatku, 2 hlasy a varhany, 1922
- Pohřební:
  - Lux perpetua, 1900
  - In paradisum, 1901
  - 3 Nechť Tě do ráje (I.: 1900; II.: 1915; III.: 1920)
  - Do ráje nebes, 1923
  - Vysvoboď mne, Hospodine, 1920
  - Nad mladým mužem, 1900
  - Pohřební píseň, 1903
  - Pohřební písně č. 1—6, 1908
  - Všeobecná pohřební píseň, 1909
  - Deset pohřebních písní, 1912
  - Pohřební písně č.9 a 11, 1918
  - Pohřební píseň č. 13, 1923